# Khorat-Thai
Die Khorat Thai sind eine Ethnie in der Nordostregion von Thailand, dem so genannten Isan.

## Bevölkerung
Die Khorat Thai zählen etwas mehr als 520.000 Angehörige (1984: mehr als 400.000). Die größte Gruppe der Khorat Thai lebt in der Provinz Nakhon Ratchasima.

## Sprache
Die Sprache der Khorat Thai wird als Dialekt des Thai betrachtet, der zwischen der Hochsprache und dem Isan-Lao liegt. 

## Geschichte
Die Khorat Thai sind eng mit den Thai verwandt. Sie sind einer Theorie zufolge Abkömmlinge von siamesischen Soldaten und Khmer-Frauen.